# Disternopsis metallica
Disternopsis metallica là một loài bọ cánh cứng trong họ Cerambycidae.